# Ferdinand Hinsch
Ferdinand Hinsch (* 3. Dezember 1818 in Hamburg; † 16. November 1887 ebenda) war ein deutscher Weinhändler.

## Leben
Hinsch betrieb in Hamburg einen Großhandel mit Wein.
Von 1859 bis 1874 gehörte Hinsch der Hamburgischen Bürgerschaft als Abgeordneter an.